# Pierre de La Baume
Pierre de La Baume (Montrevel, 1477 - Arbois, 4 de maio de 1544) foi um cardeal do século XVII.

## Biografia
Nasceu em Montrevel em 1477. Segundo filho de Guy de La Baume, senhor de la Roche-du-Vanel, Mont-Saint-Sorlin e Attalens, na Suíça, e mais tarde conde de Montrevel, e Jeanne de Longuy. Tio do Cardeal Claude de La Baume (1578).
Estudou na Universidade de Dole, onde obteve o doutorado em teologia em 1502.
Ingressou no estado eclesiástico na adolescência. Cônego de Aix-en-Provence e conde de Lyon. Abade Comendador de Saint-Claude desde 1510, que mais tarde se tornou diocese; de Notre-Dame de Pignerol; de São Justo; de Suze; e de Moustier-Saint-Jean. Príncipe do Sacro Império Romano. Conselheiro de Carlos III, duque de Sabóia, que o enviou ao Quinto Concílio de Latrão, 1512-1517.
Eleito bispo de Genebra, 10 de outubro de 1522; ele se opôs fortemente aos calvinistas, que o expulsaram duas vezes da cidade e colocaram sua vida em perigo; expulso definitivamente em 1533; ele residia em Annecy; deixou de ser bispo antes de 6 de julho de 1543. Consagrado em 1522, quinta-feira, 16 de outubro (ou domingo, 26 de outubro) de 1522, na Capela Sistina, Roma, por Gabriele Foschi, arcebispo de Durazzo, assistido por Vincenzo Maffei, bispo de Segni, e por Giovanni B. Bociani, bispo de Caserta. Nomeado coadjutor com direito de sucessão da sé metropolitana de Besançon, 13 de julho de 1530.
Criado cardeal sacerdote no consistório de 19 de dezembro de 1539; recebeu o barrete vermelho e o título de S. Giovanni e Paolo, em 21 de novembro de 1541. Sucedeu à sé metropolitana de Besançon, em 29 de dezembro de 1541; renunciou ao governo da Sé em favor de seu sobrinho, em 27 de junho de 1543. Ministro e confidente do imperador Carlos V.
Morreu em Arbois em 4 de maio de 1544. Enterrado na igreja de Saint-Just, Arbois. Seu sobrinho, o cardeal, foi enterrado ao lado dele.